# Volta a Espanha de 2009
A 64ª edição da Vuelta foi realizada no período de 29 de agosto a 21 de Setembro de 2009 entre as localidades de Assen no norte da Holanda e Madrid .